# یون کنودسن
یون کنودسن (انگلیسی: Jon Knudsen؛ زادهٔ ۲۰ نوامبر ۱۹۷۴) بازیکن فوتبال اهل نروژ است.
از باشگاه‌هایی که در آن بازی کرده‌است می‌توان به باشگاه فوتبال فردریکستاد، باشگاه فوتبال لیلستروم، و باشگاه فوتبال میتیولن اشاره کرد.
وی همچنین در تیم‌های ملی فوتبال زیر ۲۱ سال نروژ و نروژ بازی کرده‌است.